# Threna
Threna (klaag- of lijkenzang) is een compositie van de Deense componist Hanne Ørvad. Het is de interpretatie (Stabat mater parafrase) van de componist voor het genre dat al eeuwenoud is: Stabat Mater.
Het werk is geschreven voor cello, percussie en meisjes- of dames koor. Het thema, Maria rouwt om de kruisiging van Jezus van Nazareth, is natuurlijk somber. De muzikale invulling van Orvad versterkt dat beeld. Het werk wordt in gang gezet door een slag op een grote gong gevolgd door een zeer trage en eenzame melodie op de cello. Deze eerste muzikale zin wordt herhaald om dan pas het lied te laten beginnen, waarbij de zangstemmen in eerste inzet homofoon zingen. Gedurende bijna het gehele werk is de cellist als achtergrond aanwezig. De slagwerker heeft het aanzienlijk minder druk, maar zorgt door het gekozen materiaal wel voor de sombere en sobere stemming. Naast de gong zijn ook buisklokken en snaardrum te horen.
De zang door een meisjes- dan wel dameskoor laat het werk helder en onschuldig klinken; de teksten worden in het Engels gezongen. De eerste uitvoering volgde op 3 april 2003, door het meisjeskoor van de Deense Omroep, gedirigeerd door Michael Bojesen. De enige opname, die beschikbaar is van deze Christelijke kerkmuziek, is van die combinatie en dat concert. Plaats van handeling was Holmens Kirke in centrum Kopenhagen.

## Bron en discografie
- Uitgave Dacapo: Koor van de Deense Omroep; o.l.v. Michael Bojesen
- Hanne Orvad.dk
- Dit artikel of een eerdere versie ervan is een (gedeeltelijke) vertaling van het artikel Holmens Kirke op de Deenstalige Wikipedia, dat onder de licentie Creative Commons Naamsvermelding/Gelijk delen valt. Zie de bewerkingsgeschiedenis aldaar.